# Großer Sternberger See
Großer Sternberger See eller Sternberger See är en insjö i det tyska förbundslandet Mecklenburg-Vorpommern. Sjön ligger norr om staden Sternberg i distrikten Ludwigslust-Parchim. Staden Sternberg givits namn åt sjön. 
Sjön genomflyts av ån Mildenitz, som kommer från sjön Goldberger See och avvattnar sjön Sternberger See till floden Warnow.